# La sombra del ciprés es alargada (pel·lícula)
La sombra del ciprés es alargada és una pel·lícula hispano-mexicana dirigida per Luis Alcoriza (1989-1990). Basada en la novel·la homònima de Miguel Delibes, inicialment portava per títol Los Cuatro Postes.
Les localitzacions a Espanya foren gravades a Àvila, Talamanca de Jarama o Vigo. No obstant això, primer es van gravar les localitzacions de Mèxic.

## Argument
La pel·lícula s'inicia amb l'arribada del tren a l'estació d'Àvila. És 1929 i un nen de nou anys orfe, de nom Pedro, acompanyat pel seu oncle i tutor, entra a viure com a pensionat en l'austera casa avilesa de Don Mateo un mestre autodidacta que a partir d'aquest moment serà l'encarregat de la seva educació. A la casa estan també Donya Gregoria i Martina, esposa i filla del mestre, i també el seu gos Bony. Més tard fa aparició Alfredo, orfe de pare, rebel i aventurer, que adora el mar, i que serà company d'habitació i estudis de Pedro. Desafortunadament Alfredo, malalt de tisi, mor. La vida senzilla, les relacions amb els seus companys i l'especial relació entre la vida i la mort inculcada per Don Mateo influeixen definitivament en la vida de Pedro.
En una segona part i passats els anys Pedro -que és capità de vaixell mercant- coneixerà a una jove antropòloga (Dany Prius) a Veracruz, filla d'un republicà espanyol exiliat, que li fa replantejar-se tota la seva vida i els seus ideals. Però un fatal accident de trànsit al port farà que tot torni als orígens.

## Repartiment
- Emilio Gutiérrez Caba - Don Mateo Lesmes.
- Fiorella Faltoyano - Doña Gregoria, esposa de Don Mateo.
- Naëlle de Prados - Martina de nene
- Ivan Fernández - Pedro nen.
- Miguel Ángel García - Alfredo.
- Juan José Guerenabarrena - Pedro adult.

## Premis
Medalles del Cercle d'Escriptors Cinematogràfics de 1991
| Categoria       | Persona           | Resultat  |
| --------------- | ----------------- | --------- |
| Millor muntatge | José Antonio Rojo | Guanyador |

V Premis Goya
| Categoria           | Persona       | Resultat |
| ------------------- | ------------- | -------- |
| Millor guió adaptat | Luis Alcoriza | Nominat  |